# 사이토 주로
사이토 주로(일본어: 斎藤 十朗, 1940년 2월 5일~)는 6선 참의원 의원을 지낸 일본의 정치인이다.

## 생애
1940년 2월에 미에현 이가시에서 4선 참의원 의원을 지낸 사이토 노보루의 차남으로 태어났다. 1958년에 도쿄 교육대학 부속 중학교·고등학교를, 1962년에 게이오기주쿠 대학 상학부를 졸업했는데 학창 시절에 승마를 배웠으며 1964년 하계 올림픽 때는 마술경기위원으로 일했다. 대학을 나와서 미쓰이 은행에서 일하다가 런던 대학교로 유학을 갔다. 1972년에 아버지가 사망하자 지역구를 물려받아 보궐선거에 출마해 당선돼 정치인이 됐다.
소속 파벌은 목요 클럽이었다가 다나카 가쿠에이가 몰락하자 다케시타 노보루가 이끄는 경세회로 옮겼다. 대장정무차관과 자민당 사회부회장 등을 거쳐 1986년 제3차 나카소네 내각에서 후생상을 역임했다. 나카소네 내각이 물러난 뒤에는 국회대책위원장, 참의원 간사장, 참의원 의원회장 등의 당직을 거치면서 경력을 쌓아 참의원의 프린스, 미스터 참의원과 같은 별명도 생겼다. 이 무렵 하시모토 류타로의 몇 안 되는 측근이 되었다.
1989년 참원선에서 자민당이 대패하면서 야당인 일본사회당과의 협치가 중요해졌다. 이때 자민당 참의원 간사장을 맡고 있던 사이토는 대응에 고심했다. 1995년에는 제21대 일본 참의원 의장에 취임하여 관례에 따라 자민당에서 잠시 탈당했다. 같은 해 일본사회인단체 마술연맹 회장직을 맡았다. 1998년에 전 총리대신 다케시타 노보루의 지지를 받아 참의원 의장 재임에 성공했다. 재임 이후 참의원 개혁에 진력했지만 한편으론 「범죄 수사를 위한 통신 감청에 관한 법률」 등 범죄조직 대책 3법 표결 때 표결 시간을 제한해 야당의 우보 전술을 무력화하는 등 대야당 강경책을 펼쳤다.
2000년에 참의원 비례구에서 비구속식 정당명부제 도입 등 선거제 개혁을 둘러싸고 여야가 격렬한 갈등을 빚었다. 야당이 선거 제도를 논의하는 특별위원회에 위원 명부 제출을 거부하며 심의 거부 전술을 들고 나오자 사이토는 의장 직권으로 야당 위원을 선출했다. 그럼에도 제도 개정을 둘러싸고 여야간 조정에 실패하자 책임을 지는 차원에서 10월 19일 의장에서 사퇴했다. 사퇴 이후 잠시 무소속으로 있다가 2001년 4월 2일 자민당에 복귀하고 자민당 미에현연합회장이 되었다.
2004년에 참원선 불출마를 표명하며 정계를 은퇴했다. 쓰다 겐지가 지역구를 물려받았지만 민주당의 시바 히로카즈에게 패배했다. 2001년 참원선에서도 자민당이 패배했기 때문에 미에현의 의석 2개가 모두 민주당에게 넘어갔고 이 상황은 2013년까지 이어졌다. 한동안 미에현은 1인구로서는 드물게 자민당이 힘을 쓰지 못한 곳이 되었다. 은퇴 후 연금 미납 문제가 불거졌을 때 사이토도 연금을 미납한 사실이 발각됐다.
은퇴 후에는 전국사회복지협의회장, 중앙공동모금회장, 전국노인클럽 회장 등을 맡았다. 
2018년 가을 동화대수장을 수훈했다.

## 역대 선거 기록
|  | 65.57% |

|  | 50.05% |

|  | 58.69% |

|  | 57.78% |

|  | 53.36% |

|  | 45.77% |

| 전임 이마이 이사무 | 제66대 후생대신 1986년 7월 22일~1987년 11월 6일 | 후임 후지모토 다카오 |

| 전임 하라 분베에 | 제21·22대 일본 참의원 의장 1995년 8월 4일~2000년 10월 19일 | 후임 이노우에 유타카 |